# Lucas Valdemarín
Lucas Martín Valdemarín, född 13 maj 1978 i Rio Tercero, är en argentinsk anfallare i AIK. Den 26 juni 2007 rapporterade AIK att han var klar för AIK, då han och Iván Óbolo från samma klubb hade skrivit på ett kontrakt för tre år som skulle börja gälla från och med den 1 juli. Han har tidigare spelat i Europa, då i Spanien och Elche CF. I övrigt har han representerat ett par argentinska klubbar, hans senaste var Arsenal de Sarandí där han gjorde 8 mål på elva spelade matcher.
Valdemarín debuterade mot Trelleborgs FF den 3 juli 2007 och noterades för en assist efter att ha assisterat Obolo till 1-0-målet i matchen. Fotbollskanalen.se beskrev den första matchen för de båda argentinarna som en "succédebut". Han fick chansen från start två matcher därefter men fick sedan sitta på bänken och agera inhoppare i den efterföljande matchen, som var i UEFA-cupen - då han också gjorde sitt första mål för AIK. I den nästföljande matchen, borta mot Helsingborgs IF, var han en återigen avbytare. Han byttes dock in och gjorde ytterligare ett mål för AIK. Eftersom även Obolo och Wílton Figueiredo gjorde mål i matchen mot Helsingborg, benämndes den av TV4-sporten som en "sydamerikansk show". Valdemarín fick chansen från start hemma mot Glentoran FC i UEFA-cupen, men gjorde inget mål. Matchen därefter spelade AIK mot IF Brommapojkarna den 6 augusti och Valdemarín visade att han var något som kallas en "subersub" (en väldigt bra avbytare), och gjorde mål endast en minut efter att han byttes in. Men trots sina mål fick Valdemarín inte spela från start i en allsvensk match förrän mot Hammarby IF den 3 september 2007 (och gjorde fram till dess ett mål i UEFA-cupen mot FHK Liepājas Metalurgs). I derbyt mot Hammarby gjorde Valdemarín två mål vilket betydde en seger med 2-1. I 1-1-derbyt mot Djurgårdens IF gjorde han den viktiga kvitteringen, ett resultat som höll sig matchen ut.
Han trivdes inte tillräckligt bra i AIK och fick tillstånd från AIK att åka till Argentina. Där skulle Valdemarín undersöka alternativa möjligheter. Till slut bestämde sig Lucas för att ansluta till CA Colón.